# 邦多勒
邦多勒（法語：Bandol，法語發音：[bɑ̃dɔl]），法国东南部城市，普罗旺斯-阿尔卑斯-蓝色海岸大区瓦尔省的一个市镇，隶属于土伦区，其市镇面积为8.58平方公里，2022年1月1日时人口数量为8,263人，在法国城市中排名第1,256位。
邦多勒位于瓦尔省西南部，地中海海滨，是该省的一个重要旅游城市，因当地的海滨自然景观及同名葡萄酒而闻名。

## 地名来源
根据普罗旺斯文学家弗雷德里克·米斯特拉尔的论述，邦多勒最初以拉丁语“Bandolium”的形式被记载，该名称可能来源于人名，其具体含义尚有待考证。
邦多勒所在区域历史上曾通行奥克语普罗旺斯方言，“Bandol”在奥克语维基百科及Openstreetmap中对应拼写为“Bandòu”。

## 历史

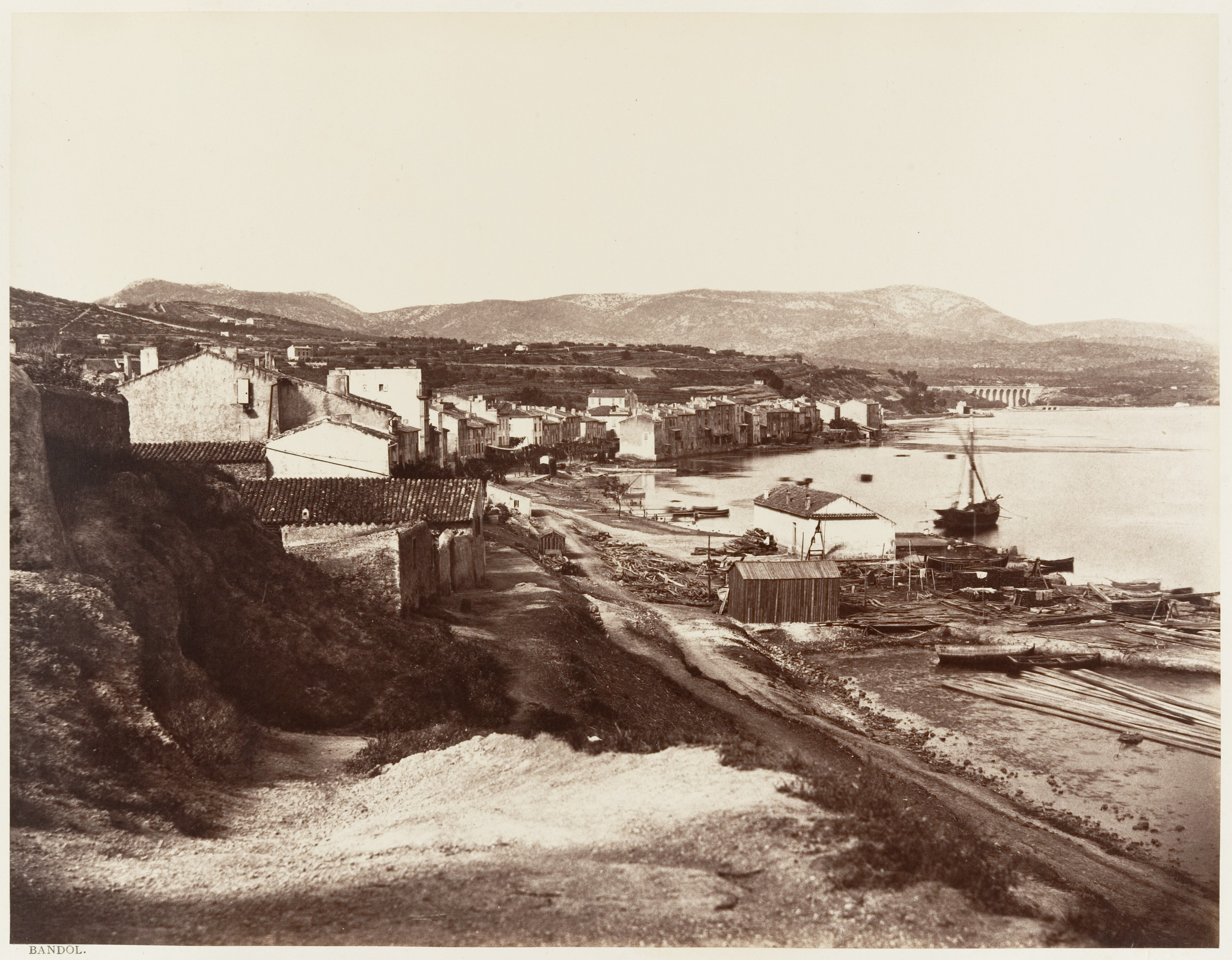
19世纪中期的邦多勒

邦多勒的早期历史尚不清楚，当地在中世纪时长期为普罗旺斯伯国的一部分。16世纪末，在法兰西国王亨利四世的批准下，埃佩尔农公爵拉瓦莱特的让-路易·德诺加雷在此修建城堡，并将其附近近三公顷的土地卖给了水手安托万·布瓦耶（Antoine Boyer）。18世纪时，随着渔业及葡萄酒种植园的发展，邦多勒逐渐成为商业港口。法国大革命后，邦多勒成为瓦尔省的一个市镇。1858年，途径邦多勒的马赛－文蒂米利亚铁路建成运行。自19世纪末以来，邦多勒因当地的地中海自然景观而发展成为旅游城市，当地出现了多处高级酒店及赌场。邦多勒市政厅及市政球场分别于1954年和1977年建成。

## 地理

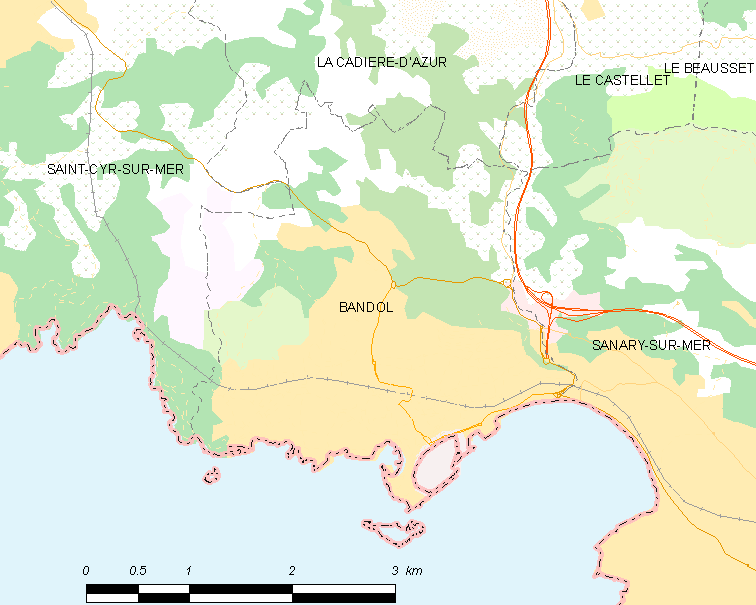
邦多勒市镇范围地图

邦多勒位于法国东南部，普罗旺斯-阿尔卑斯-蓝色海岸大区南部和瓦尔省西南部，距离省会土伦大约17公里。与邦多勒接壤的市镇包括：拉卡迪耶尔达聚尔、滨海圣西尔、滨海萨纳里。

### 地形
邦多勒位于普罗旺斯沿海地区，境内以丘陵为主，沿海地区地势较为平坦，内陆部分区域地势起伏明显，全境海拔在0到221米之间。

### 水文
大瓦拉河自北向南流经邦多勒市区，并在此注入地中海，该河水量较小，部分河段被人工建筑物覆盖。

### 植被
邦多勒属于亚热带常绿硬叶林区，勒卡内公园（Parc du Cannet）、勒卡普朗公园（Parc du Capelan）等是当地主要的城市绿地，林地则广泛分布于市镇范围内陆的山地地区。
在鲜花城市的评比中，邦多勒被评为3星级鲜花城市。

### 气候
邦多勒在柯本气候分类法中属于地中海气候。

## 行政区划
邦多勒的市镇编号为83009，邮政编号为83150。
在行政管理方面，邦多勒隶属于法国普罗旺斯-阿尔卑斯-蓝色海岸大区瓦尔省土伦区；在地方选举方面，邦多勒隶属于奥利乌勒县，其市镇范围全境被划入瓦尔省第七选区；在社会管理方面，邦多勒是南圣博姆城市圈公共社区的组成部分。
法国国家统计与经济研究所（简称）在进行数据统计时，将邦多勒及相邻的另外26个市镇设为土伦城市核心区，并将包括核心区在内的周边共40个市镇划为土伦城市区。自2020年起，土伦城市区被包含35个市镇的土伦城市辐射区代替。此外，还将邦多勒市镇分为了三个“块区”（IRIS），以便于统计人口分布情况。

## 交通

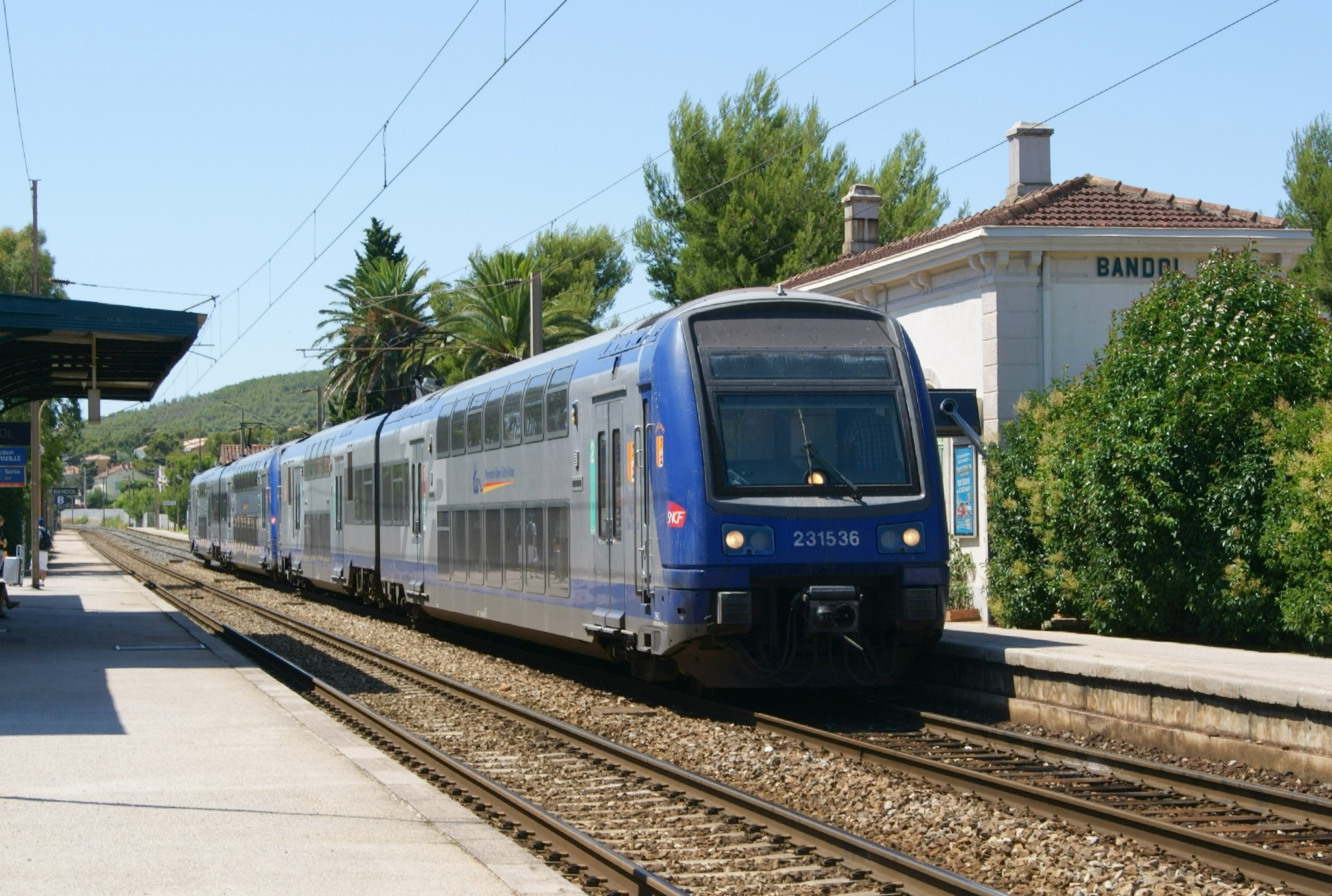
邦多勒火车站内的一辆区域列车

### 公路
A50高速公路经过邦多勒市区北部，设有12号出入口连接市区；此外还有多条瓦尔省省道在邦多勒境内交汇。普罗旺斯-阿尔卑斯-蓝色海岸大区下属的城际客运提供巴士线路，可前往周边部分市镇。
2019年，31.5%的邦多勒家庭拥有至少一辆私人汽车。2019年，邦多勒境内共发生各类交通事故14起，造成1人遇难，22人受伤，其中7人重伤。
| 12 | 2.3 |

| 土伦 | 17 |

| 马赛 | 54 |

| 滨海拉塞讷 | 14 |

### 铁路
邦多勒位于马赛－文蒂米利亚铁路上。邦多勒站位于市区西北部，停靠往返于马赛和莱萨克-德拉吉尼昂站一线的区域列车。

### 航空
距离邦多勒最近的民用航空站为土伦-耶尔机场，距离邦多勒市中心的公路里程约37公里。

### 城市公共交通
南圣博姆城市圈公共社区提供邦多勒的城市公共交通系统。截至2022年11月，该系统共包括四条公交线路，路网覆盖了邦多勒市区内的主要街道和居民区。

## 政治

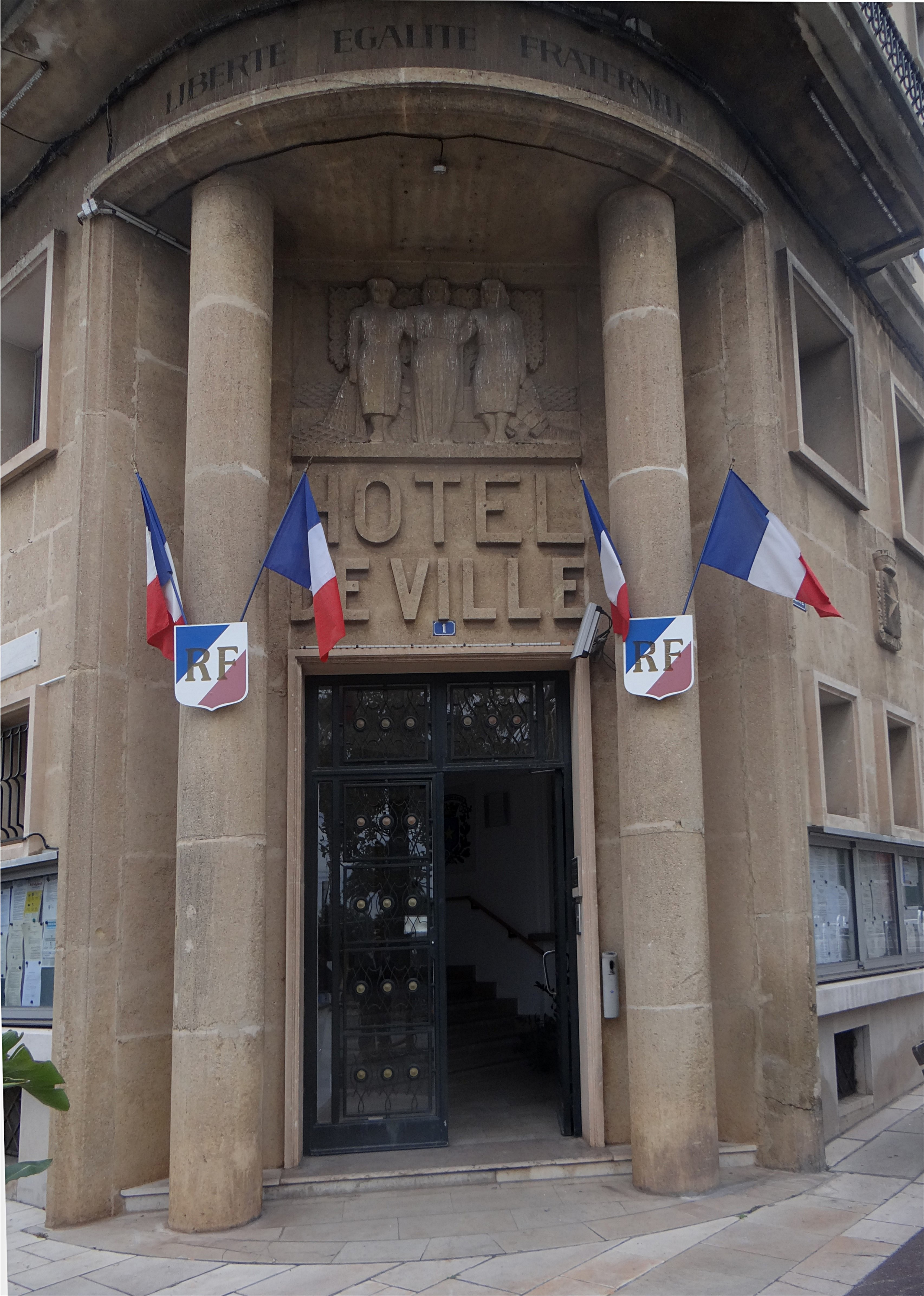
邦多勒市政厅

邦多勒的现任市长为让-保罗·约瑟夫先生（Jean-Paul JOSEPH），他是一名中间派，在2020年的市政选举中获得了52.52%的支持率。
在2022年的法国总统大选中，法国第25任总统埃马纽埃尔·马克龙在邦多勒获得了51.94%的支持率。

## 人口
2019年，邦多勒市镇人口数量为8,403，在法国排名第1,256位。其中男性3,862人，女性4,541人，75岁及以上人口占17.8%，外籍人口数量为210人，人口密度为978人/平方公里，当地居民被称为（男性）或（女性）。2020年，邦多勒境内出生56人，死亡人口144人。
| 邦多勒1901年－2019年人口变化情况 |
|                                  |
| 数据来源：Cassini、INSEE         |

## 经济
邦多勒是一个区域性的中心城市。截止2022年12月，邦多勒市镇范围内共有各类用人单位（包含自雇）3,037家，平均历史为16年，其中99.7%为中小型企业（PME），2022年10月至12月间，当地的经济活力指数为0.13%。（零售）、（零售）及（养老机构）是当地2021年营业额最高的三个企业，分别为36,827,478欧元、26,790,953欧元和6,645,320欧元。

## 财政与居民收入
2020年，邦多勒的财政收入总额为20,373,600欧元，财政支出总额为17,390,000欧元，当年的债务总额为5,747,540欧元。2021年，邦多勒市镇共获得534,515欧元的国家财政补助，比上一年减少了13.38%。
2020年，邦多勒的人均月收入总额为2,557欧元，其中高级职员为4,223欧元，低于法国平均水平（4,230欧元）；中级职员为2,588欧元，高于法国平均水平（2,411欧元）；普通职员为1,748欧元，高于法国平均水平（1,740欧元）。
2019年，邦多勒境内的青壮年（15至64岁）失业率为15.9%，当地57.6%的家庭拥有纳税资格，平均纳税6,155欧元，高于法国平均水平（3,910欧元）。

## 社会事务

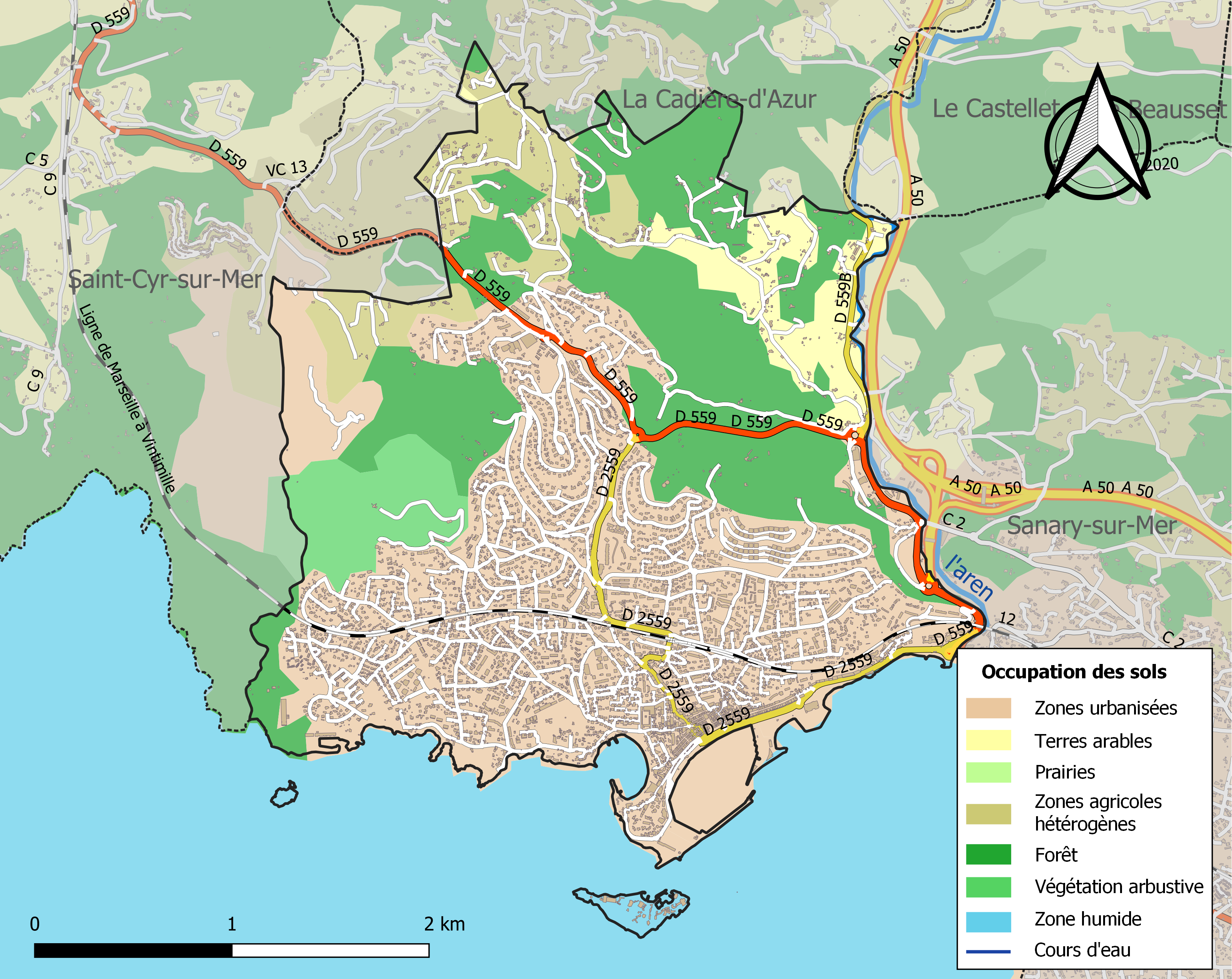
邦多勒土地利用情况地图

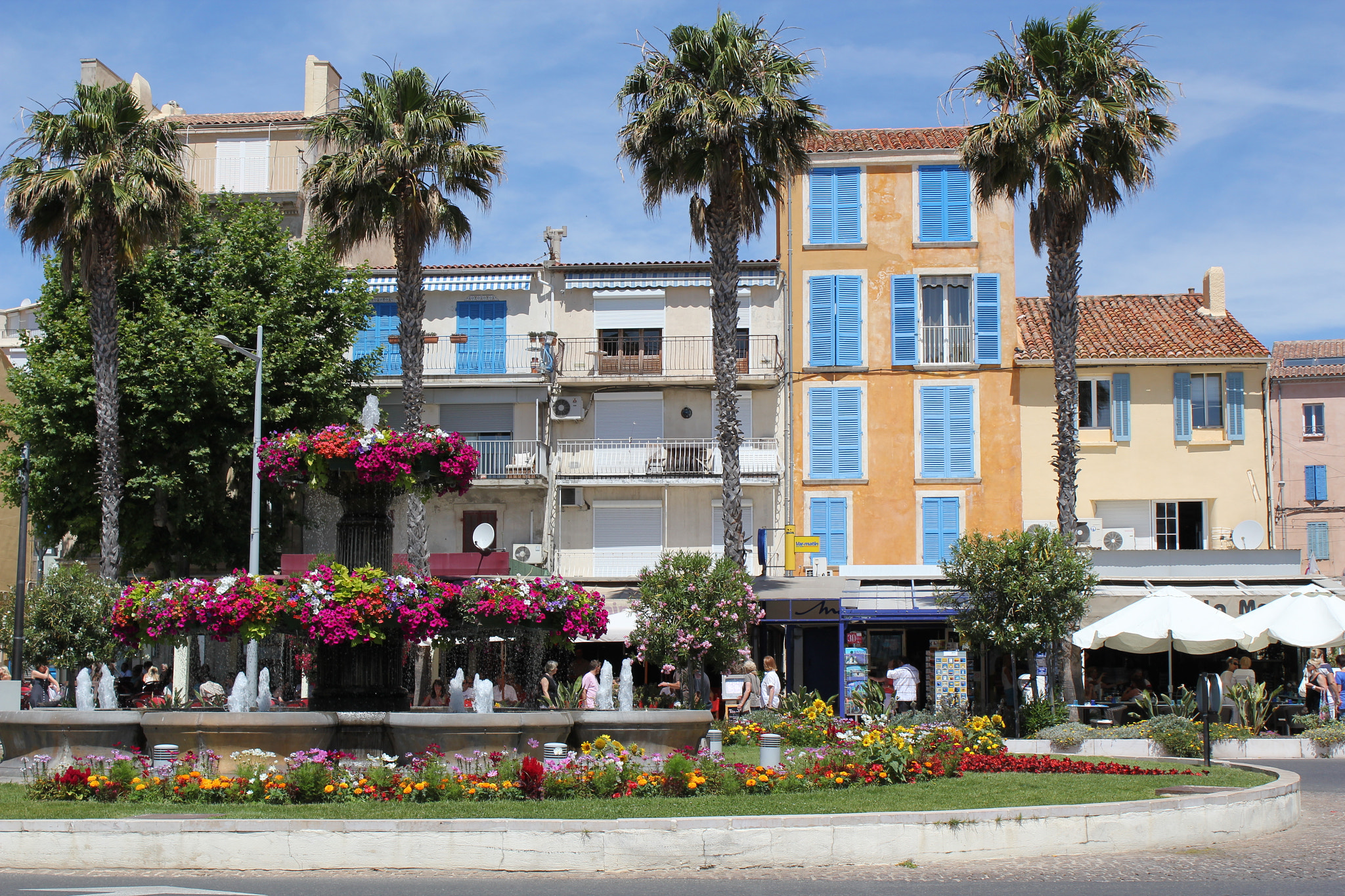
双百年喷泉广场

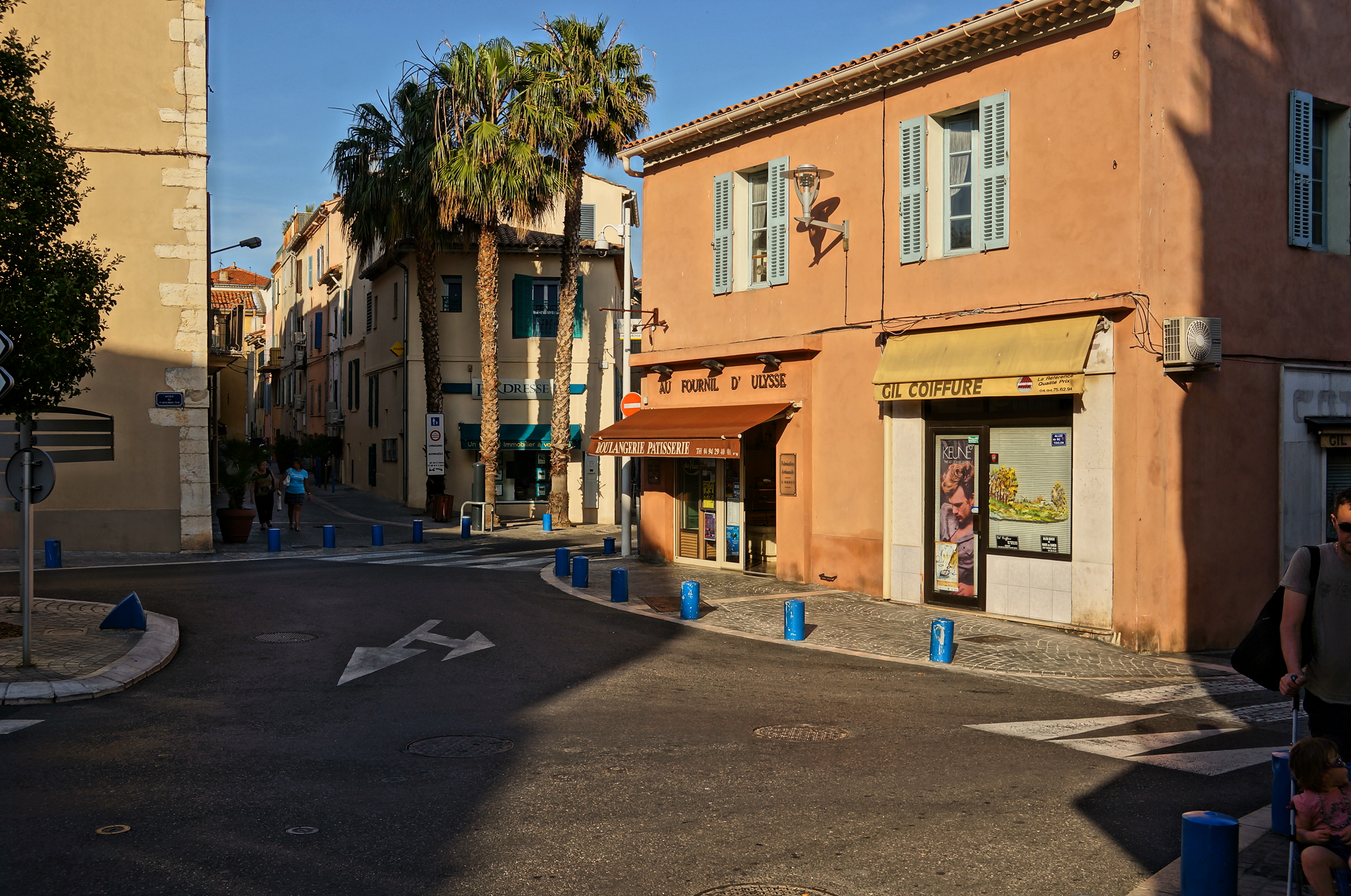
邦多勒镇中心的商铺

### 教育
邦多勒属于尼斯学区。截止2021年1月1日，邦多勒境内共有2所幼儿园、1所小学和1所初级中学。2018至2019学年度，邦多勒境内共有在校中等教育阶段学生337名。

### 医疗
截止2021年1月1日，邦多勒境内共有全科医生15名、保健师29名、牙医11名、护士56名、眼科医生1名和妇科医生1名。境内共有药房4家、残疾人帮扶中心3家。
距离邦多勒最近的区域性医疗机构为土伦-滨海拉塞讷市际中心医院，其下属的滨海拉塞讷病区距离邦多勒市区的正常车程约16分钟，后者设有床位319个。

### 住房
2019年，邦多勒境内共有各类住房11,874套，其中25.9%为独立式居民区，73.4%为集中式居民区。常住房屋占邦多勒市镇范围内居民建筑总量的37.4%。
在住房保障政策方面，2021年，邦多勒境内共有738户家庭获得了住房经济补助，受益人数占总人口数量的8.8%，其中717份为房租补助。

### 商业
2021年，邦多勒境内共有各类实体商铺439家，其中餐厅112家、大型超市5家、杂货店3家、面包房10家、肉铺4家、书店3家、装饰品店2家、银行门店7家、美容美发店27家、汽车维修店12家。镇中心建有家乐福、Vival等便民购物超市。

### 体育
2021年，邦多勒境内共有2间体育馆、1座综合体育场、9处网球场、1处马术场和1处足球或橄榄球场。
截至2022年12月，邦多勒体育联盟（Union Sportive Bandolaise，编号503050）是邦多勒境内唯一的一家注册足球俱乐部。该俱乐部成立于1922年，其主队2022至2023赛季参加瓦尔省足球联赛丙组（法国第十一级别），其主场为安德烈·德费拉里球场（Stade André Deferrari）。

### 环境
邦多勒的环境事务由其所属的南圣博姆城市圈公共社区联合各级政府协调负责。2021年，邦多勒境内共有2家污染企业。

### 治安
邦多勒及其附近的共13个市镇是滨海萨纳里国家宪兵队（zone police de Sanary sur Mer）的管辖范围。2020年，该宪兵队累计记录各类案件2,826起，其中盗窃类案件1,631起，经济类案件427起，毒品交易类案件143起。

## 文化

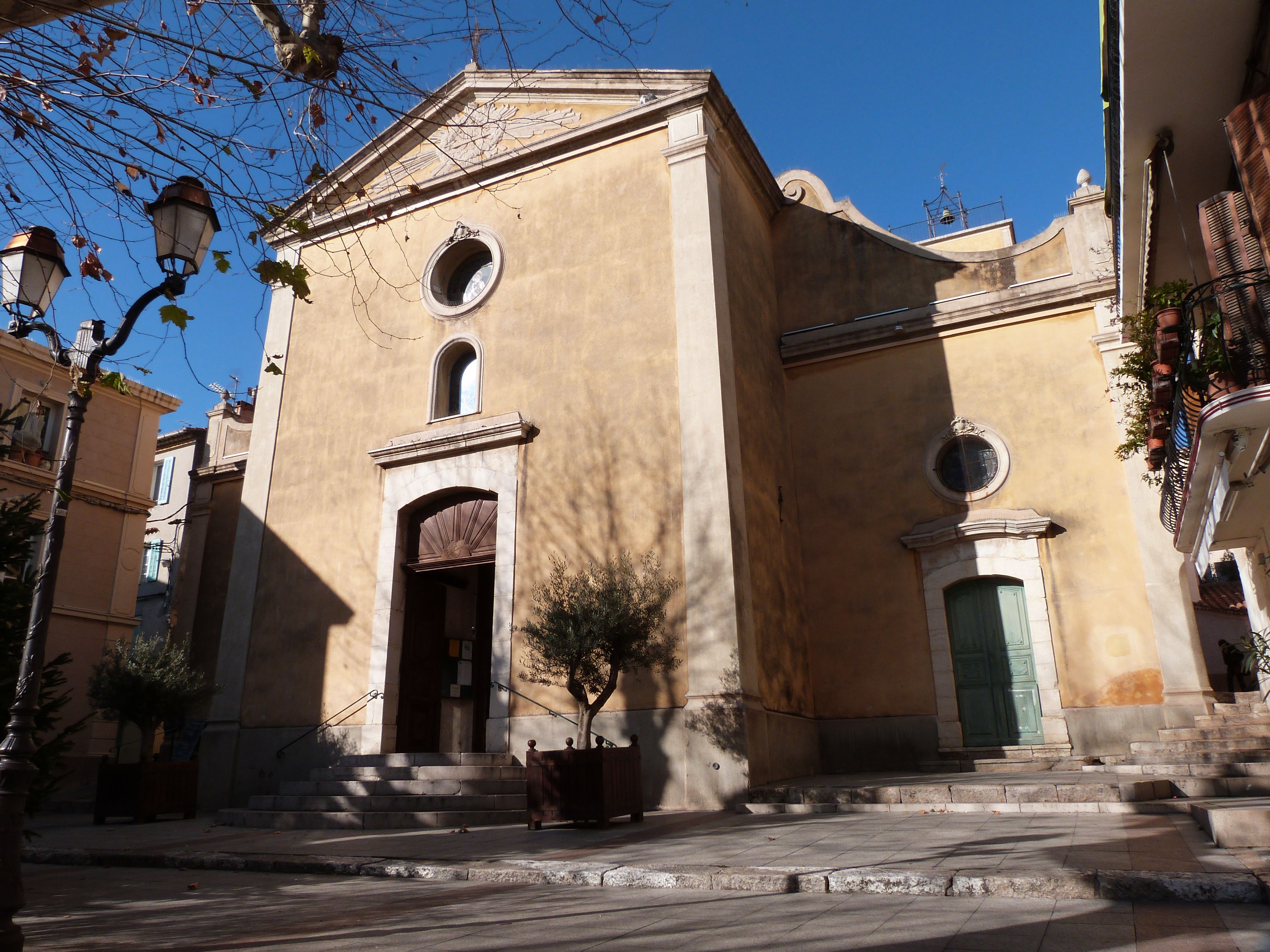
邦多勒圣弗朗索瓦德萨勒教堂

2021年，邦多勒境内有1家电影院。邦多勒境内建有多媒体中心，每周二至六向公众开放。

### 建筑
邦多勒境内有多处历史建筑，其中圣弗朗索瓦德萨勒教堂为法国国家文物保护单位。

### 旅游
邦多勒的旅游事务由其所属的南圣博姆城市圈公共社区负责。2022年，邦多勒境内共有10家酒店共计212间房间。

### 媒体
法国主要的媒体均可在邦多勒接收，法国电视三台下属的普罗旺斯-阿尔卑斯-蓝色海岸大区频道在部分时段播出邦多勒所属区域的地方新闻。蓝色法兰西普罗旺斯广播、维他命广播、《瓦尔早报》、《马赛日报》等是当地主要的地方性媒体。

## 相关人物
法国物理学家阿尔弗雷德·卡斯特勒逝世于邦多勒。

## 友好城市
截至2022年12月，邦多勒共与三座城市互为友好城市关系：
- 義大利 内图诺
- 瑞士 奥内
- 德国 韦尔